# Llwydcoed
Llwydcoed est une communauté, située près d'Aberdare, dans le Rhondda Cynon Taf, au pays de Galles.